# Hamlet (Datierung)
In diesem Artikel werden alle bedeutenden Forschungsergebnisse zur Frage der Datierung von Shakespeares Tragödie Hamlet zusammengefasst. Auf die Frage, was eine exakte Datierung eines Stückes sei, machen Shakespeare-Forscher unterschiedliche Angaben. Die Herausgeber der Arden-Ausgabe von The Two Noble Kinsmen (Lois Potter) und Heinrich VI Teil 1 (Edward Burns) erklären, dass sie damit das Datum der ersten Aufführung meinen. Honigmann bevorzugt die Annahme der Abfassungszeit, also des Zeitpunktes, an dem die Niederschrift eines Werkes abgeschlossen ist. Harold Jenkins erklärte in der Einleitung seiner Arden-Ausgabe des Hamlet, dass das Entstehungsdatum die Niederschrift und die Aufführung umfasse („written and produced“). In der Einleitung der aktuellen Arden-Ausgabe des Hamlet argumentieren die Autoren Thompson und Taylor, dass es für jedes Shakespeare-Drama mindestens drei relevante Daten geben muss: Niederschrift, Aufführung und Druck. Durch das Vorhandensein verschiedener Ausgaben wird die Angabe einer exakten Datierung praktisch unmöglich.

## Unmittelbare Vorläufer von ShakespearesHamlet
Die Frage, ob und wenn ja, welche unmittelbaren Vorläufer von Shakespeares Hamlet in den Jahren vor 1600 existiert haben, wird in der Fachwelt kontrovers diskutiert. Konsens besteht nur über die vorhandenen Indizien, nicht über die Bewertung dieser Hinweise. Zu den Indizien für die Existenz einer Vorläuferdichtung des Hamlet gehören Äußerungen und Werke von Shakespeares Zeitgenossen wie Thomas Nashe, Philip Henslowe, Thomas Lodge oder Robert Parry.

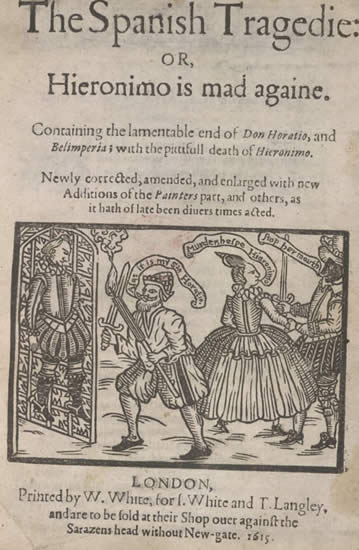
Thomas Kyd: Die Spanische Tragödie

Der englische Dichter Thomas Nashe war vermutlich der Koautor von Shakespeares Drama Heinrich VI. und Ben Jonsons The Isle of Dogs. Möglicherweise arbeitete er zusammen mit Marlowe an dessen Stück Dido, Queen of Carthage. Er schrieb im Jahre 1589 das Vorwort zu Robert Greene’s Theaterstück Menaphon.
Darin sagt er:

“… yet English Seneca read by candlelight yields many good sentences, as Blood is a beggar, and so forth, and if you entreat him fair in a frosty morning, he will afford you whole Hamlets, I should say handfuls, of tragical speeches…”

„… ein englischer Seneca liefert bei Kerzenschein gelesen viele gute Formulierungen, wie zum Beispiel Blut ist ein Bettler und so weiter, und wenn du ihn tapfer an einem frostigen Morgen anflehst, spendet er dir ganze Hamlets oder wenigstens eine paar tragische Reden.“

Auf diese Bemerkung von Nashe hat zuerst Edmond Malone hingewiesen und damit die Überlegung verknüpft, dies sei ein Hinweis auf eine Hamlet-Aufführung in diesen Jahren.
Philip Henslowe war ein bekannter Impresario und Theaterdirektor des elisabethanischen Zeitalters. In seinen Tagebüchern machte er detaillierte Notizen über zahlreiche Aufführungen. Im Jahr 1594 berichtet er über eine Aufführung eines Stückes mit dem Titel Hamlet im Theater von Newington Butts. Das Newington Butts Theatre gilt als eines der ältesten in England. Wichtig in diesem Zusammenhang ist der Umstand, dass Henslowe ebenso wie Nashe keinen Autor angibt.
Ähnliches berichtet der Dichter Thomas Lodge. Nach seinen Angaben fand 1596 im The Theatre in Shoreditch die Aufführung eines Stückes statt, in dem „a ghost cried so miserably at the Theatre, like an oysterwife, Hamlet revenge.“ Dieser Hinweis ist insofern bedeutsam, als bekannt ist, dass die Lord Chamberlain’s Men unter der Leitung von Shakespeare bis zum Ende 1596 am „Theatre“ Aufführungen gab. Allerdings hat Lodge weder Autor noch Titel des Stückes angegeben, was den Wert seiner Angabe einschränkt. Nashe erwähnt in einem Kommentar zu diesem Stück mehrfach Thomas Kyd. Dieser Hinweis ist einer der Gründe für die Annahme, Kyd habe den sogenannten „Ur-Hamlet“ verfasst. Weitere Gründe sind natürlich die bekannten Ähnlichkeiten zwischen Hamlet und Kyds Die Spanische Tragödie, deren spätere Ergänzungen in der erweiterten, erstmals 1602 im Druck erschienenen vierten Version nach Ansicht verschiedener Forscher teilweise von Shakespeare zwischen 1596 und 1598 selber verfasst worden wurden.
Der amerikanische Literaturwissenschaftler G. Blakemore Evans hat in einer Untersuchung des höfischen Romans Moderatus des walisischen Dichters Robert Parry auf den Umstand hingewiesen, dass ein für den Hamlet eigentümliches Motiv darin vorkommt, nämlich das Öffnen, Fälschen und Wiederversiegeln eines königlichen Schreibens. Evans interpretiert dies als einen Beleg für die Existenz des sogenannten Ur-Hamlet. Er folgt damit zahlreichen Shakespeare-Forschern, die diese These ebenfalls untersucht haben.

## „Der bestrafte Brudermord“
Am 24. Juni 1624 hat eine Truppe englischer Schauspieler an einem Theater in Dresden ein Stück aufgeführt mit dem Titel: Tragoedia von Hamlet einen Printzen in Dennemarck. Bei diesem Theaterstück handelt es sich vermutlich um „Der bestrafte Brudermord oder Prinz Hamlet aus Dännemarck“. Der Prosatext wurde nach einem zunächst verlorenen Manuskript vom Oktober 1710 schließlich 1781 veröffentlicht. Bei dem Stück handelt es sich um eine komprimierte Version des Hamlet. Welcher überlieferten Hamlet-Version dieser Prosatext am nächsten steht, ist nach der Überzeugung zeitgenössischer Autoren wie Jenkins nicht zu entscheiden, allerdings waren Gelehrte im 19. Jh. der Meinung, dass Fratricide Punished, wie das Stück im Englischen genannt wird, sein Vorbild im „Ur-Hamlet“ habe.

## Stilanalysen und die Datierungsfrage
Die Textanalysen von Wells und Taylor gelten in der Fachwelt als Maßstabgebend für die Shakespeareforschung. Sie sind der Ansicht, dass die Hamlet-Versionen der Jahre 1604–05 aus stilistischer Sicht nicht in der Zeit vor 1590 entstanden sein können. Thompson und Taylor vermuten trotzdem, dass eine frühe Version von Shakespeares Hamlet Lodge und Nashe um das Jahr 1596 bekannt waren oder möglicherweise schon vor dem Jahr 1589 existiert haben. Als Grund geben sie an, dass das zentrale Hamlet-Motiv des Rachebegehrens des Geistes („Hamlet, revenge“) in allen drei Versionen Q1, Q2 und F1 vorkommt und genauso für das unbekannte Stück aus dem Jahr 1596 bezeugt ist.

## Externe Zeugnisse
Es gibt vier externe Referenzen, die in der Shakespeare-Forschung zur Frage der Datierung diskutiert wurden und in der neuen Arden-Ausgabe von Thompson und Taylor in Bezug auf ihre Aussagekraft kritisch gewürdigt werden.
Viele Gelehrte glauben aufgrund externer Referenzen, dass Hamlet nicht vor dem Jahr 1598 existiert haben kann. Der Grund ist eine Liste der Stücke von Shakespeare, die den Hamlet nicht enthält. Sie wurde 1598 von Francis Meres angelegt.
Für eine Existenz des Hamlet ab dem Jahr 1598 spricht das Vorhandensein kurioser Marginalien. In diesem Jahr erwarb der englische Gelehrte und Schriftsteller Gabriel Harvey ein Exemplar der von Thomas Speght herausgegebenen Werke Chaucers. Harvey hat handschriftliche Notizen in seinen Büchern gemacht, in denen er Hamlet erwähnt, Shakespeare, Edmund Spenser und Thomas Watson „florishing metricians“ nennt, eine Formulierung, die impliziert, dass die Personen schriftstellerisch tätig sind, obwohl Watson schon 1592 gestorben ist. Er erwähnt Empfehlungen des Earl of Essex (der 1601 starb) und die Epigramme von John Owen, die erst 1607 erschienen. Manche Gelehrte errechnen aus den widersprüchlichen Angaben ein Abfassungsdatum für die Hamleterwähnung andere bestreiten jeden Wert der Marginalien für die Datierungsfrage des Hamlet.
Aussagekräftiger ist der Eintrag von James Roberts im Stationers’ Register vom 26. Juli 1602. Der Eintrag lautet: „A booke called the Revenge of Hamlett Prince of Denmark as yt was latelie Acted by the Lord Chamberleyne his servantes.“ In dieser Notiz ist weder der Autor genannt, noch stimmt sie mit den Titeln der folgenden Shakespeare-Ausgaben überein.
Die letzte relevante externe Referenz stammt (vermutlich) von dem Dichter Antony Scoloker. Der neuseeländische Literaturwissenschaftler Andrew Gurr hat darauf hingewiesen, dass das Gedicht „Daiphantus“ und ein Anhang zu dem Gedicht von Scoloker Hinweise auf Shakespeare und den Hamlet enthalten. In Anhang heißt es, das Gedicht sei kürzlich verbrannt worden und enthält eine sinngemäße Widmung an die Leser des Hamlet. Gurr vermutet, dass sich dies auf eine Bücherverbrennung vom 1. Juni 1599, dem sogenannten Bishops Ban bezieht.

## Werkimmanente Referenzen
Es gibt vier Hinweise im Hamlet selbst, die Vermutungen zur Abfassungszeit erlauben.
Die Erwähnungen von Julius Cäsars Tod lässt eine relative Zuordnung der Entstehungszeit der beiden Stücke zu, weil man annimmt, dass Hamlet später als Shakespeares Julius Cäsar entstand. Der Grund für diese Zuordnung ist eine fehlerhafte Angabe über den Ort des Mordes an Cäsar. Tatsächlich wurde Cäsar gemäß dem Bericht von Plutarch (Plutarchi vitae parallelae. Band 2 Fasc. 2.) bei einer Senatssitzung im Theater des Pompeius ermordet. Die fehlerhafte Zuordnung des Ortes könnte auf eine Angabe in Chaucers The Monk’s Tale zurückzuführen sein. Die Erwähnung im Hamlet könnte daher eine Art Werbung für die Aufführung des eigenen Werkes sein.

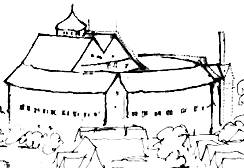
The Globe

Es gibt eine Reihe von Parallelen zwischen Hamlet und John Marstons Antonio’s Revenge. Der Stationer’s-Eintrag dieses Stückes datiert vom 24. Oktober 1601. Allerdings ziehen Forscher völlig unterschiedliche Schlüsse aus diesem Zusammenhang: Jenkins vermutet, dass Marston von Shakespeare abhängig ist, G.K. Hunter vermutet, beide seien von dem sogenannten Ur-Hamlet abhängig, Charles Cathcart glaubt, dass der Hamlet die Vorlage eines noch früheren Stückes von Marsden sei (Antonio und Mellida), W. Reavly Gair glaubt, dass Shakespeare und Marston zur selben Zeit in Konkurrenz zueinander gearbeitet haben, während Katherine Duncan-Jones glaubt, dass beide zusammengearbeitet haben. Datierungsangaben sind daher aufgrund dieser Hinweise unsicher.
Eine in Q1 und F1 enthaltene Stelle scheint sich auf den sogenannten War of the Theatres zu beziehen, was nahelegt, dass die entsprechende Stelle in Zusammenhang mit dem Konflikt zwischen Ben Jonson, Thomas Dekker und John Marston steht und also unmittelbar danach niedergeschrieben wurde. Dasselbe gilt für die Erwähnung der Kinderdarsteller was als ein Hinweis auf die Children of the Chapel interpretiert wird, die um 1600 erneut gegründet wurde. 
Die vierte werkinterne Referenz, die zu Datierungen herangezogen wurde, bezieht sich auf die Erwähnung der Symbolfigur des Herkules, der die Welt auf seinen Schultern trägt, was das Wappen des Globe Theatre war und somit die Niederschrift dieses Vergleichs auf die Zeit nach der Gründung des Globe im Jahre 1599 begrenzt. Aufgrund werkimmanenter Hinweise kann auf einen Entstehungszeitraum zwischen 1599 und 1601 geschlossen werden.

## Datierung der frühen Aufführungen
Es gibt insgesamt fünf ernst zu nehmende Indizien, die Hinweise auf die Datierung der frühen Aufführungen des Hamlet erlauben.
Das früheste Zeugnis für eine Aufführung des Hamlet datiert auf den 5. September 1607 und fand vermutlich auf dem Handelsschiff „Red Dragon“ statt, das auf seiner Fahrt nach Indien vor der Westküste Nordafrikas (dem heutigen Sierra Leone) ankerte. Der Hinweis stammt aus einer Veröffentlichung aus der Mitte des 19. Jahrhunderts. In den Aufzeichnungen des Kapitäns der „Red Dragon“ William Keeling durch den Herausgeber von Reiseliteratur Samuel Purchas aus dem Jahr 1625 fanden sich diese Hinweise nicht, weshalb verschiedene Autoren diese Einträge als Fälschungen bezeichnet haben. In jüngerer Zeit wurde die Vermutung, dass es sich um eine Fälschung handeln könnte zurückgewiesen.
Auf der Titelseite der ersten Quartoausgabe des Hamlet heißt es, das Stück sei an den Universitäten von Cambridge und Oxford aufgeführt worden. Die Aussagekraft dieser Angabe wurde von Alan H. Nelson angezweifelt. Er hat gezeigt, dass die Universitätsverwaltung in Cambridge in dieser Zeit die Aufführung von Theaterstücken untersagt hat. Nelson vermutet daher, dass die Angabe in Q1 eine verkaufsfördernde Fälschung ist.

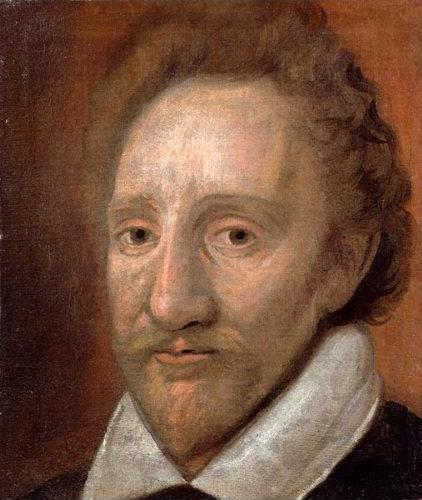
Richard Burbage

Burbage war ein bekannter zeitgenössischer Theaterbesitzer und Schauspieler. Er gehörte zu den von Shakespeare in seinem Testament bedachten Personen und war gemäß der Angaben in F1 einer der Hauptdarsteller („principal actors“). Einzelne Formulierungen in seinem Nachruf werden als Hinweis auf die Totengräberszene verstanden. Nur Q1 enthält den Hinweis, dass Hamlet in das Grab springen soll, was die Annahme stützt, dass eine Q1-Version aufgeführt wurde.
Auffällig ist das Fehlen eines Narren im Hamlet. Die Yorickszene wird so interpretiert, dass Shakespeares Truppe zeitweise über keinen passenden Darsteller verfügte. Der bekannte Darsteller etwa des Falstaff William Kempe war vermutlich 1599 ausgeschieden und etwa 1603 verstorben. Um 1600 wurde der Autor und Schauspieler Robert Armin verpflichtet, der einen neuen Typ des Narren verkörperte.
Eine zunehmende Anzahl von Hinweisen in Theaterstücken von Shakespeares Zeitgenossen auf den Hamlet in den Jahren nach 1600 wird als sicheres Zeichen dafür angesehen, dass das Stück erfolgreich aufgeführt wurde. Dabei handelt es sich überwiegend um parodistische Anspielungen. In The Honest Whore von Dekker und Middleton wird die Yorickszene aufgegriffen, ebenso in Middeltons The Revenger’s Tragedy. In Eastward Hoe einem Gemeinschaftswerk von George Chapman, Marston und Ben Jonson gibt es Anspielungen auf den Tod der Ophelia und es tritt ein Hamlet auf. Weitere Referenzen finden sich in The Woman Hater und The Scornful Lady, zwei Gemeinschaftswerken von Fletcher und Francis Beaumont. Der Wahnsinn der Ophelia findet einen Widerhall in Websters The White Devil und in Die beiden edlen Vettern.

## Textausgaben
Englisch
- Harold Jenkins (Hrsg.): Hamlet. The Arden Shakespeare. Second Series. London 1982.
- Philip Edwards (Hrsg.). Hamlet, Prince of Denmark. New Cambridge Shakespeare. Cambridge 1985, 2003, ISBN 978-0-521-53252-5.
- Ann Thompson, Neil Taylor (Hrsg.): Hamlet. The Arden Shakespeare. Third Series. Band 1, London 2006, ISBN 978-1-904271-33-8.
- Ann Thompson, Neil Taylor (Hrsg.): Hamlet. The Texts of 1603 and 1623. The Arden Shakespeare. Third Series. Band 2, London 2006, ISBN 1-904271-80-4.

Englisch-Deutsch
- Norbert Greiner, Wolfgang G. Müller (Hrsg.): Hamlet, Prince of Denmark. Englisch-deutsche Studienausgabe. Stauffenburg Verlag, Tübingen 2008, ISBN 978-3-86057-567-3.

## Belege
1. ↑  Ann Thompson, Neil Taylor (Hrsg.): Hamlet. The Arden Shakespeare. Third Series. Band 1, London 2006. S. 44.
2. ↑  E. A. J. Honigmann „The Date of Hamlet“ in: Shakespeare Survey 9 (1956) 24–34.
3. ↑  William Shakespeare: Hamlet. The Texts of 1603 and 1623.. The Arden Shakespeare. Third Series. Edited by Ann Thompson and Neil Taylor. Volume two. London 2006.
4. ↑  Ann Thompson, Neil Taylor (Hrsg.): Hamlet. The Arden Shakespeare. Third Series. Band 1, London 2006. S. 44.
5. ↑  Gary Taylor: Shakespeare and Others: The Authorship of Henry the Sixth, Part One (= Medieval and Renaissance Drama, 7). 1995, S. 145–205.
6. ↑  Nashe. Bd. 3, S. 315.
7. ↑  Thomas Nashes Vorwort zu Thomas Greens „Menaphon“
8. ↑  Edmund Malone: The Plays and Poems of William Shakespeare. Oxford 1790.
9. ↑  Reginald A. Foakes: Henslowes Diary. 2nd Edn. Cambridge 2002.
10. ↑  William Ingram: „The business of playing: the beginnings of the adult professional theater in Elizabethan London.“ Cornell University Press, 1992, ISBN 978-0-8014-2671-1.
11. ↑  Thomas Lodge. Wits Miserie and the World’s Madnesse. 1596.
12. ↑  Vgl. Günter Jürgensmeier (Hrsg.): Shakespeare und seine Welt. Galiani, Berlin 2016, ISBN 978-3-86971-118-8, S. 428 und 445 sowie die dort als Quelle abgedruckte deutsche Übersetzung der Fassung der Spanischen Tragödie Kyds von 1602 mit den späteren Zusätzen, ebenda S. 445–480.
13. ↑  G. Blakemore Evans: „An Echo of the Ur-Hamlet?“. In: Notes & Queries 246 (2001) S. 266.
14. ↑  C. M. Lewis: The Genesis of Hamlet. New York 1907. S. 64–76.
15. ↑  Henry David Gray: Reconstruction of a lost play. In: Philological Quarterly vol. 7 no. 3. 1928, S. 254–274.
16. ↑  Hamlet Parrott-Craig. S. 7–15.
17. ↑  Fredson Bowers: „Elizabethan Revenage Tragedy 1587–1642“ Princeton NJ 1940. S. 89–93.
18. ↑  V. K. Whitacker: Shakespeare’s Use of Learning. San Marino Cal. 1953. S. 329–346.
19. ↑  Geoffry Bullough: Narrative and Dramatic Sources of Shakespeare. 8 Vols. London/York 1957–1975. Vol. 7. S. 45, 49 und 51.
20. ↑  Ann Thompson, Neil Taylor (Hrsg.): Hamlet. The Arden Shakespeare. Third Series. Band 1, London 2006. S. 45.
21. ↑  Heinrich August Ottokar Reichard Berlin 1781 Olla Potrida, pt. 2, S. 18–68.
22. ↑  Horace Howard Furness: „New Variorum Shakespeare“. 2 Vol. Philadelphia 1877. William Bernhardy: „Shakespeares Hamlet. Ein literar-historisch kritischer Versuch“. In: Hamburger literarisch kritische Blätter. 49 1857 S. 103. Hamlet. Ed. WG Clark, J Glover, WA Wright. Cambridge Shakespeare. (1863-6) Vol. 8 1866. Albert Cohn: „Shakespeare in Germany in the Sixteenth and Seventeenth Century“. 1865.
23. ↑  Diether Mehl: Shakespeare reference books. in: Margareta de Grazia und Stanley Wells (Hrsg.): The Cambridge Companion to Shakespeare. 2001 S. 302.
24. ↑  Wells Stanley Wells and Gary Taylor: William Shakespeare: A Textual Companion. Oxford 1987. S. 138
25. ↑  Ann Thompson, Neil Taylor (Hrsg.): Hamlet. The Arden Shakespeare. Third Series. Band 1, London 2006. S. 46.
26. ↑  Ann Thompson, Neil Taylor (Hrsg.): Hamlet. The Arden Shakespeare. Third Series. Band 1, London 2006. S. 47.
27. ↑  Francis Meres: Palladis Tamia: Wits Treasury.
28. ↑  Chambers. S. 193f.
29. ↑  Virginia F. Stern: Gabriel Harvey: His Life, Marginalia and Library. Oxford 1980. S. 127f.
30. ↑  Hamlet, Prince of Denmark. Ed. Philip Edwards. New Cambridge Shakespeare. Cambridge 1985, 2003. S. 5.
31. ↑  Arber Vol. 3. S. 212.
32. ↑  Ann Thompson, Neil Taylor (Hrsg.): Hamlet. The Arden Shakespeare. Third Series. Band 1, London 2006. S. 49.
33. ↑  Andrew Gurr: Hamlet and the auto da fe. Around the Globe 13, 2000. S. 14f.
34. ↑  William Shakespeare: Hamlet, Prince of Denmark. Englisch-deutsche Studienausgabe. Deutsche Prosafassung mit Anmerkungen von Norbert Greiner. Einleitung und Kommentar von Wolfgang G. Müller. Stauffenburg Verlag, Tübingen 2008: I, 1, 113–120; III, 2, 101f und V, 1, 204f. Ann Thompson, Neil Taylor (Hrsg.): Hamlet. The Arden Shakespeare. Third Series. Band 1, London 2006. I, 1, 111–119; III, 2, 99f und V, 1, 202–205.
35. ↑  William Shakespeare: Hamlet. Edited by G. R. Hibbard. The Oxford Shakespeare. Oxford University Press 1987. Reissued as an Oxford World’s Classic Paperback 2008. S. 355.
36. ↑  Ann Thompson, Neil Taylor (Hrsg.): Hamlet. The Arden Shakespeare. Third Series. Band 1, London 2006. S. 51.
37. ↑  William Shakespeare: Hamlet, Prince of Denmark. Englisch-deutsche Studienausgabe. Deutsche Prosafassung mit Anmerkungen von Norbert Greiner. Einleitung und Kommentar von Wolfgang G. Müller. Stauffenburg Verlag, Tübingen 2008: II, 2, 323–349. Ann Thompson, Neil Taylor (Hrsg.): Hamlet. The Arden Shakespeare. Third Series. Band 1, London 2006..: Appendix I (2) 1–21.
38. ↑  William Shakespeare: Hamlet, Prince of Denmark. Englisch-deutsche Studienausgabe. Deutsche Prosafassung mit Anmerkungen von Norbert Greiner. Einleitung und Kommentar von Wolfgang G. Müller. Stauffenburg Verlag, Tübingen 2008: II, 2, 331–338. Ann Thompson, Neil Taylor (Hrsg.): Hamlet. The Arden Shakespeare. Third Series. Band 1, London 2006. Appendix I (2) 2–8.
39. ↑  William Shakespeare: Hamlet, Prince of Denmark. Englisch-deutsche Studienausgabe. Deutsche Prosafassung mit Anmerkungen von Norbert Greiner. Einleitung und Kommentar von Wolfgang G. Müller. Stauffenburg Verlag, Tübingen 2008: II, 2, 354. Ann Thompson, Neil Taylor (Hrsg.): Hamlet. The Arden Shakespeare. Third Series. Band 1, London 2006. Appendix I (2) 25f.
40. ↑  Ann Thompson, Neil Taylor (Hrsg.): Hamlet. The Arden Shakespeare. Third Series. Band 1, London 2006. S. 53f.
41. ↑  „Narratives of Voyages towards the North-West 1496-1631“ Editor: Thomas Rundall. The Hakluyt Society 1849.
42. ↑  Sidney Lee: „Life of Shakespeare“ 1898. Sydney Race: Letter to „Notes & Queries“ 1950.
43. ↑  Ania Loomba: „Shakespearian Transformation“ in: John J Joughin (Hrsg.) Shakespeare and National Culture Manchester 1997 pg 109–141.
44. ↑  Ann Thompson, Neil Taylor (Hrsg.): Hamlet. The Arden Shakespeare. Third Series. Band 1, London 2006. S. 56.
45. ↑  „Oft have I seen him, leap into the Grave.“ Ann Thompson, Neil Taylor (Hrsg.): Hamlet. The Arden Shakespeare. Third Series. Band 1, London 2006. S. 56.
46. ↑  William Shakespeare: Hamlet, Prince of Denmark. Englisch-deutsche Studienausgabe. Deutsche Prosafassung mit Anmerkungen von Norbert Greiner. Einleitung und Kommentar von Wolfgang G. Müller. Stauffenburg Verlag, Tübingen 2008: V, 1, 245. Ann Thompson, Neil Taylor (Hrsg.): Hamlet. The Arden Shakespeare. Third Series. Band 1, London 2006. V, 1, 247.
47. ↑  Ann Thompson, Neil Taylor (Hrsg.): Hamlet. The Arden Shakespeare. Third Series. Band 1, London 2006. S. 428, Fußnote zu Ann Thompson, Neil Taylor (Hrsg.): Hamlet. The Arden Shakespeare. Third Series. Band 1, London 2006. V, 1, 247.
48. ↑  William Shakespeare: Hamlet, Prince of Denmark. Englisch-deutsche Studienausgabe. Deutsche Prosafassung mit Anmerkungen von Norbert Greiner. Einleitung und Kommentar von Wolfgang G. Müller. Stauffenburg Verlag, Tübingen 2008: V, 1, 162–184. Ann Thompson, Neil Taylor (Hrsg.): Hamlet. The Arden Shakespeare. Third Series. Band 1, London 2006. V, 1, 163–185.
49. ↑  Ann Thompson, Neil Taylor (Hrsg.): Hamlet. The Arden Shakespeare. Third Series. Band 1, London 2006. S. 57. Andrew Gurr: Playgoing. S. 151f.
50. ↑  Ann Thompson, Neil Taylor (Hrsg.): Hamlet. The Arden Shakespeare. Third Series. Band 1, London 2006. S. 57.